# Brownstone (groupe)
Pour l’article homonyme, voir Gilbert Brownstone.
Brownstone est un groupe américain et féminin de RnB contemporain.

## Histoire
Populaire au milieu des années 1990, ce groupe de Los Angeles est surtout connu pour les singles If You Love Me (1995) —nommé pour un Grammy Award de la meilleure prestation R&B par un duo ou un groupe avec chant — et Grapevyne (1995).

## Discographie
- From the Bottom Up (1995)
- Still Climbing (1997)